# Ädelgransfältmätare
Ädelgransfältmätare (Thera britannica) är en fjärilsart som beskrevs av Alfred Jefferis Turner 1925. Ädelgransfältmätare ingår i släktet Thera och familjen mätare, Geometridae. Arten är reproducerande i Sverige. Inga underarter finns listade i Catalogue of Life.

## Bildgalleri

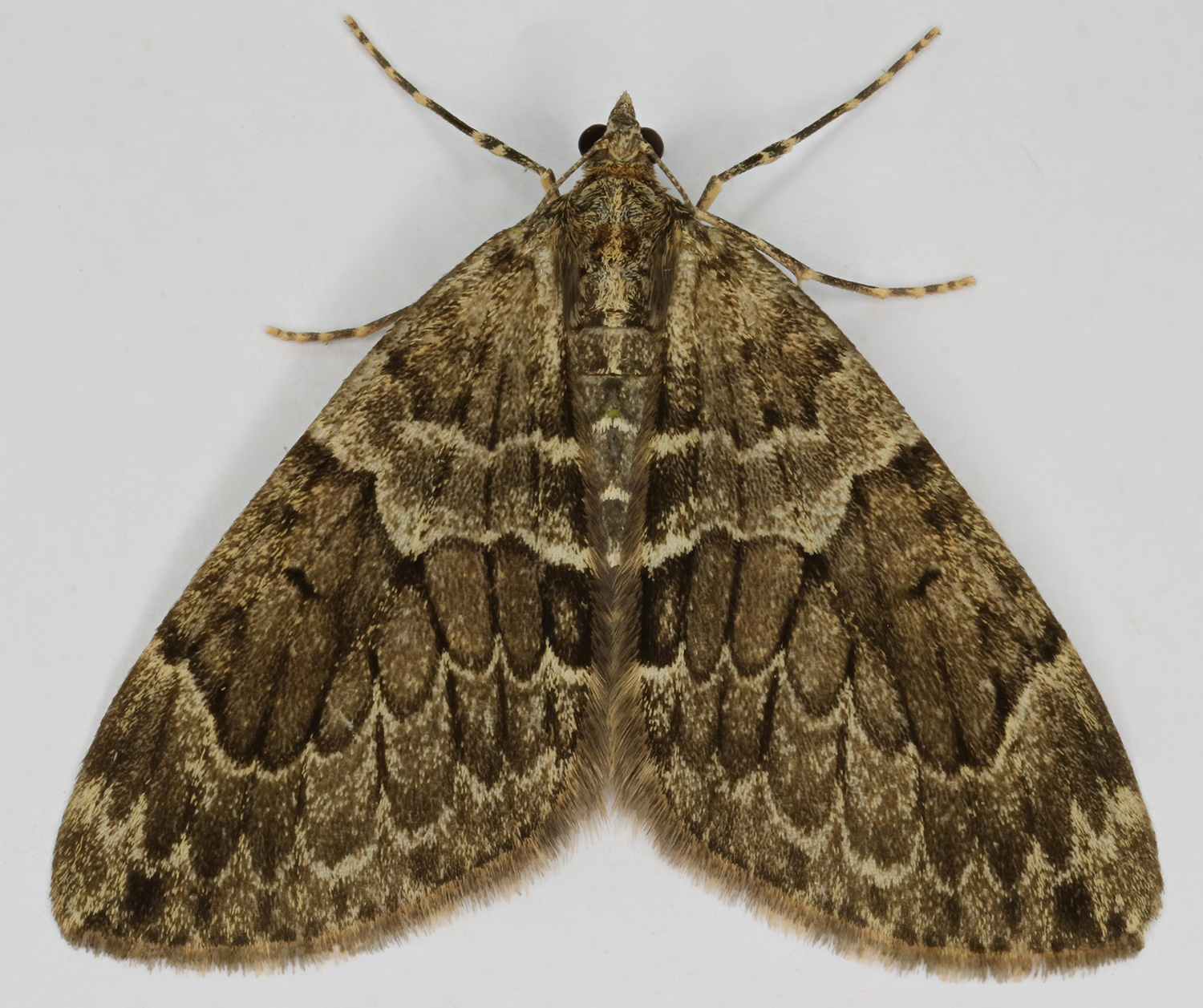
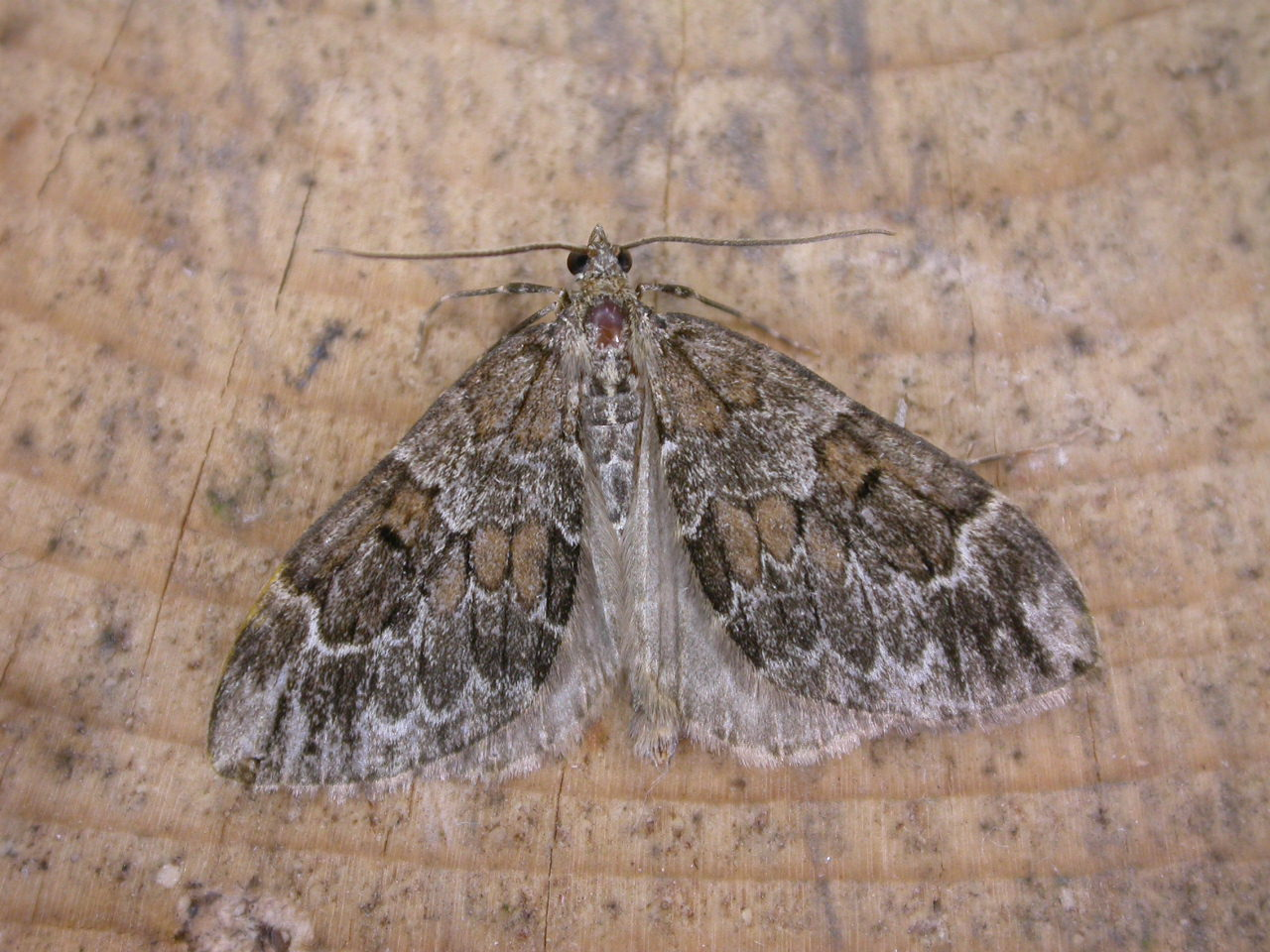
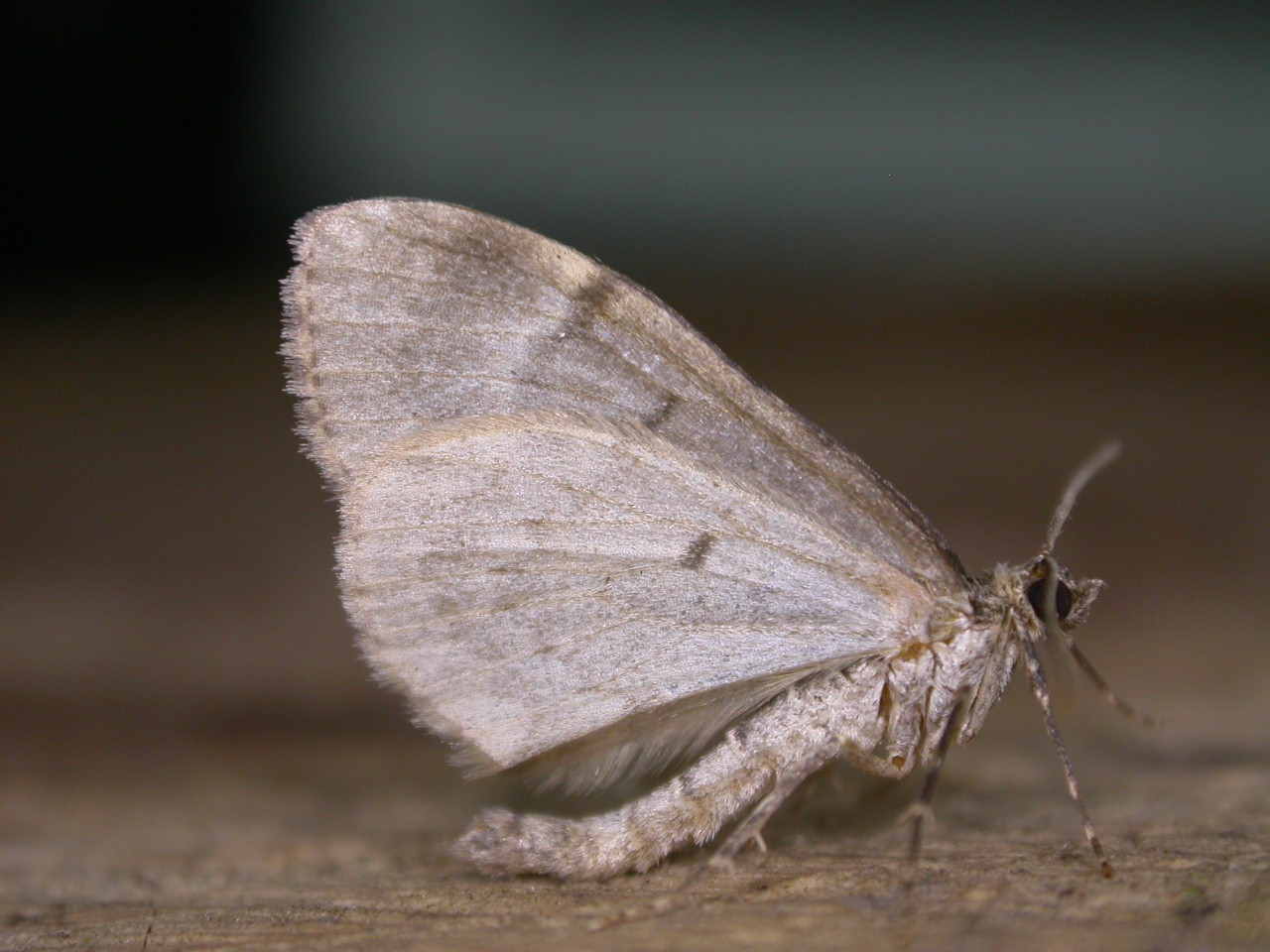